# Perutina
Perutina (en serbe cyrillique : Перутина) est un village de Serbie situé dans la municipalité de Doljevac, district de Nišava. Au recensement de 2011, il comptait 150 habitants.

## Démographie
| 1948 | 1953 | 1961 | 1971 | 1981 | 1991 | 2002 | 2011 |
| ---- | ---- | ---- | ---- | ---- | ---- | ---- | ---- |
| 476  | 489  | 449  | 338  | 302  | 258  | 204  | 150  |

|  |